# Pearson's Magazine

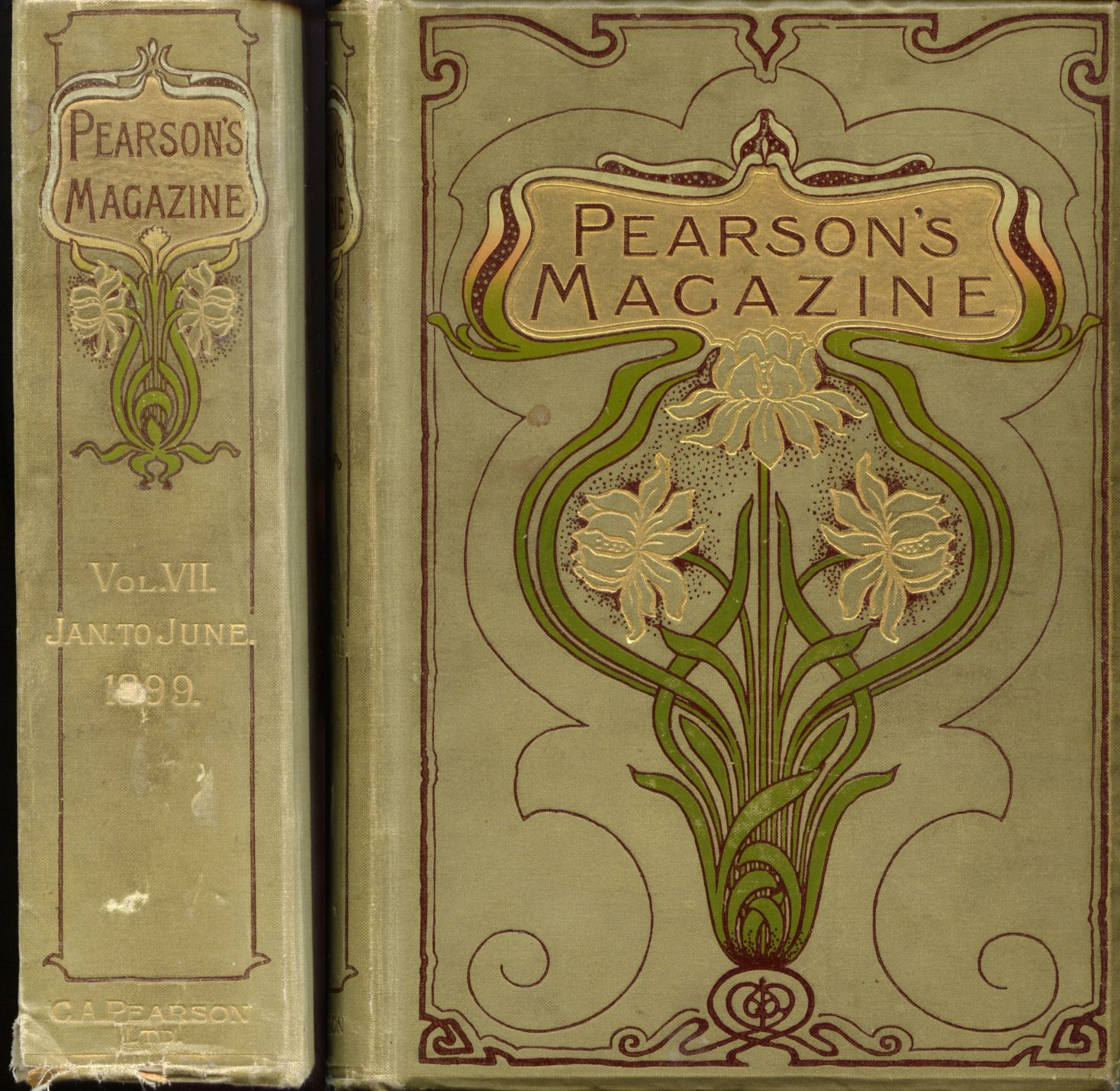
Portada de Pearson's Magazine entre enero y junio del 1899.

Pearson's Magazine fue una publicación influyente, que apareció por primera vez en Gran Bretaña en 1896. Se especializó en literatura especulativa, en la discusión política, a menudo de corte socialista, y en las artes. Algunos de sus colaboradores fueron: Upton Sinclair, George Bernard Shaw, Máximo Gorki y H. G. Wells, muchos de cuyos cuentos y novelas cortas aparecieron por primera vez en esta publicación. También quedó registrada como la primera publicación periódica que publicó un crucigrama, en febrero de 1922.

## Historia
Arthur Pearson, británico, fundó y trabajó como editor de la revista mensual desde 1896 hasta 1899. Dejó de trabajar como editor/revisor/jefe de redacción (editor, en el original en inglés), a causa de la ceguera, pero continuó trabajando como presidente/director gerente/responsable comercial (publisher, en el original en inglés). Editores de éxito incluyen a Percy W. Everett (1900-1911), Felipe O'Farrell (1912-1919), John Reed Wade (enero 1920-abril 1939) y a W. E. Johns (mayo 1939-noviembre 1939). La revista dejó de publicarse en noviembre de 1939, después de 527 ejemplares.